# Квінт Курцій Руф (консул)
Квінт Ку́рцій Руф (лат. Quintus Curtius Rufus; ? — близько 59) — державний діяч часів ранньої Римської імперії, консул-суффект 43 року.

## Життєпис
Про рід відсутні відомості. Син якогось Курція, гладіатора. Останній зумів здобути волю й напевне мав статок. Про навчання Руфа та початок кар'єри нічого невідомо. 
Між 10 та 12 роками став квестором, згідно з Тацитом служив в провінції Африка. Між 16 та 21 роком його було обрано претором. Втім кар'єра призупинилася у зв'язку зі смертю імператора Тиберія, який підтримував Квінта Курція. З новим імператором Калігулою стосунки не склалися, тому Квінт Курцій відійшов від справ.
У жовтні 43 року, невдовзі після сходження на трон імператора Клавдія, Квінта Курція було призначено консулом-суффектом разом зі Спурієм Оппієм. Наприкінці 46 року Квінта Курція було призначено імператорським легатом-пропретором до провінції Верхня Германія. На цій посаді зміцнив римську присутність в області германського племені маттіаків, союзників хаттіїв. Тут відкрив копальню з видобутку срібла. Місцину забезпечив охороною легіонерів. За це отримав тріумфальні відзнаки (ornamenta triumphalia).
У 49 році повернувся до Риму. На початку 58 року його було призначено проконсулом до провінції Африка. Ймовірно помер близько 59 року на цій посаді.

## Родина
- Квінт Курцій Руф, історик